# De Meere
De Meere is een turnvereniging in het Noord-Brabantse dorp Boxmeer. De vereniging werd opgericht op 20 maart 1977 en is sinds datzelfde jaar lid van de KNGU (Koninklijke Nederlandse Gymnastiek Unie).
Sinds 1982 heeft De Meere een redelijk stabiel ledenaantal van zo'n 340 leden. Naast turnen is het aanbod van sporten en -varianten fors uitgebreid en worden ook lessen verzorgd in bijvoorbeeld gymnastiek en steps. De topturnsters van de vereniging maken deel uit van de eerste divisie.